# 안잣슈
안잣슈(アンジャッシュ, UNJASH)는 고등학교 동창인 코지마 카즈야와 와타베 켄으로 구성된 일본의 오와라이 콤비이다. 프로덕션 진리키샤(プロダクション人力舎) 소속. 코지마가 와타베에게 제안하여 1993년 결성되었다.

## 멤버
코지마 카즈야(児嶋 一哉, 1972년 7월 16일 ~ )
주로 보케 역할을 담당한다. 도쿄도 하치오지시 출신. 스쿨 JCA 제1기생. 프로 마작사 자격을 가지고 있다. 고등학교 동급생이었던 와타베와 콤비 결성.
와타베 켄(渡部 建, 1972년 9월 23일 ~ )
주로 츳코미 역을 담당한다. 도쿄 도 하치오지 시 출신. 스쿨JCA 제 2기생.

## 개요
- 1993년 결성. 팀명은 와타베가 생각해낸 ‘J (Joy), A (Angry), S (Sad), H (Happy) = 희로애락’과, 코지마가 ‘아’(あ)행에 ‘응’(ん)자가 붙은 연예인은 성공한다며 ‘UN’을 붙였다는 설도 있지만, UN은 부정의 접두어로서 ‘희로애락을 부정한다’는 의미로 지었다는 설이 더욱 근거있는 주장이다(《폭소 온에어 배틀》에서도 후자로 소개되었다). 팀명 표기는 처음에 영문표기로 ‘UNJASH’ 였는데, 이후 가타가나 표기로 ‘언재시’(アンジャッシュ 안잣슈[*])로 개명했다.

## 예풍
잘 꾸며진 상황극(콩트)로 정평이 나있다. 일반적인 ‘보케&츳코미 상황극’도 하는 편이지만, 한쪽이 다른 사람과 한 대화의 일부를 다른 한쪽이 오해하여 잘못 들은 상태로 이야기를 맞춰 서로가 서로의 말에 의문을 가지며 대화를 이어가는 일명 ‘처음부터 잘못 꿴 단추’식의 진행 패턴이나, 둘이서 서로 다른 사람과 (통화 등으로) 하는 대화가 우연히 이어져 말도 안되는 대화나 광경으로 웃음을 유발하는 패턴이 많다. ‘착각 콩트’, ‘엇갈림 콩트’ 등으로도 평가되며, 그 콩트 내용에 따라 양쪽 다 보케와 츳코미를 담당하게 된다.
콩트에 ‘마유미’라는 이름이 자주 나오는데, 이는 와타베의 옛 여자친구 이름이다(2008년 6월 4일 《스튜디오 파크에서 인사드립니다》에서 공개되었다).

## 대표작
여러 종류가 있는 패턴에 대해 기술한다.

### 착각
서로 착각한 상태에서 이야기가 진행되는 콩트. 언재시의 특기 소재이다. ‘각각의 대화’, ‘누구더라?’, ‘친구의 어머니와 결혼’, ‘동업자?’ 등.
같은 그림을 보며 다른 이야기를 하거나, 다른 그림을 보며 각자 이야기를 하여 웃음을 유발하는 식의 편도 있다.

### 음향
와타베와 마스코트 캐릭터의 대화로 이야기가 진행된다. 마스코트 캐릭터의 음성은 음향담당인 고지마가 샘플링 머신으로 틀어주는데, 조작실수 등으로 잘못된 대사가 나가고 만다.
와타베와 마스코트 캐릭터. ‘피포군’(장음포함하여 ‘피-포군’ (ピーポくん)인데, 경시청에서 허가를 받고 정식명칭으로 연기 하기 전까지는 장음처리를 다르게 하여 ‘피-포-군’ (ピーポーくん)으로 썼었다), ‘큐타군’(도쿄 소방청의 캐릭터), ‘트레인군’(가공의 철도경찰 캐릭터) 등.
히어로 쇼(전대물류)에서 와타베가 히어로 역, 고지마가 음향을 담당한다는 설정의 편도 있다.

### 바보 조감독 고지마
조감독(AD)인 고지마가 감독에게 승진을 조건으로 영화나 음식CM, 홈쇼핑 프로그램등을 제작하여 그것을 와타베 감독이 확인한다. 하지만 고지마의 완성품은 매번 말도 안되는 편집을 하며, 최종적으로는 전부 다시하라는 소리를 듣게 된다.
이것에서 파생하여 고지마가 만들어온 것이나, 가져온 것, 방범카메라에 찍힌 고지마의 모습 등 두 명이서 보게 된다는 편도 있다.

### 휴대전화
전혀 연관성이 없는 두 사람이 나란히 앉아 각자 휴대폰으로 다른 이야기를 하고 있지만, 서로의 대사가 이상하게 맞물리고 만다. ‘학생과 대화하는 가정교사/친구와 대화하는 남자’, ‘딸을 유괴당한 아버지/성인 비디오로 친구와 다투는 남자’의 두가지 버전이 있다.
문 안쪽에서 한 쪽이 통화를 하는데 문 밖에서 자신에게 하는 말인 줄로 오해하고 대화를 잇는 식의 편도 있다.

### 엉터리 연극
유치원 교사인 두 사람이 아이들을 위해 연극을 준비하는데, 연습때와는 달리 고지마의 실수연발로 연극을 망치게 된다. 다른 대사를 뒤죽박죽으로 잘못 말하거나 도구를 잘못 꺼내는 등의 연출로 웃음을 유발한다. ‘모모타로 이야기’, ‘토끼와 거북이’ 등.

## 수상 경력
- 1999년 폭소 온에어 배틀 - 제1회 챔피언 대회 3위
- 2001년 폭소 온에어 배틀 - 제3회 챔피언 대회 4위
- 2003년 폭소 온에어 배틀 - 제5회 챔피언 대회 우승
- 2004년 폭소 온에어 배틀 - 제6회 챔피언 대회 4위
- 빛나라! 2005년 개그 그랑프리 (니혼TV) - 방송위원회 특별상
- 폭소 온에어 배틀 - 골드&플라티나 배틀러

## DVD
- 언재시 ~대공개~ (アンジャッシュ～クラダシ～)
- 언재시 단독 라이브 ~THIRD EYE : 開~ (アンジャッシュ単独ライブ～THIRD EYE：開～)
- 언재시 베스트 (アンジャッシュネタベスト)
- 폭소 온에어 배틀 (爆笑オンエアバトル) - 9작의 언재시 작품 수록
- 백흑 언재시 (白黒アンジャッシュ)
- 백흑 언재시 2 (白黒アンジャッシュ2)
- 백흑 언재시 3 (白黒アンジャッシュ3)
- 언재시 다이쓰군 ~남자의 교양~ON반 (アンジャッシュのタイツくん～男のたしなみ～ON盤)
- 언재시의 다이쓰군 ~남자의 교양~OFF반 (アンジャッシュのタイツくん～男のたしなみ～OFF盤)